# CD Portalegrense
Der Club Desportivo Portalegrense 1925 ist ein portugiesischer Fußballverein aus Portalegre im Osten des Landes.

## Geschichte
CD Portalegrense gründete sich im Juli 1925 und gewann vier Jahre später erstmals die Distriktmeisterschaft. Später spielte der Klub lange Zeit nur im unterklassigen regionalen Amateurbereich, trat aber überregional als häufiger Teilnehmer im Taça de Portugal in Erscheinung. 1976 stieg die Mannschaft, die zeitweise im Schatten des Lokalrivalen Estrela Portalegre stand, erstmals in die damals zweitklassige Segunda Divisão auf und verpasste als Tabellendritter hinter dem Lokalrivalen nur knapp die Aufstiegsrunde. Nach einem erneuten dritten Platz in der folgenden Spielzeit rutschte die Mannschaft in den folgenden Spielzeiten in der Tabelle ab, ehe sie 1982 gemeinsam mit AD Guarda, UD Santarém und SL Cartaxo einen Abstiegsplatz belegte. 
1988 gewann CD Portalegrense die Meisterschaft in der drittklassigen Terceira Divisão und trat erneut zwei Spielzeiten in der zweiten Liga an. Im Zuge einer Ligareform mit der Einführung der Segunda Divisão de Honra 1990 verpasste der Klub als Drittletzter auch die Qualifikation für die nun als dritte Liga fortgeführte Segunda Divisão und trat in der nun viertklassigen Terceira Divisão an. Später rutschte der Klub in den regionalen Amateurbereich ab. 